# 第四意大利军团
第四意大利军团（英語：Legio IV Italica），古罗马军队建制名称。由罗马帝国君主亚历山大·塞维鲁于公元231年建立，并存在至6世纪中期止。该军团曾先后参加罗马-波斯战争等一系列相关军事活动，具有重要的影响与积极意义。

## 历史
在亚历山大·塞维鲁执政期间，该军团大多为意大利士兵，不久参加了对萨珊的远征。
该军团的第一个指挥官是后来的罗马帝国皇帝马克西米努斯·色雷克斯。公元235年至238年期间，该军团参与了马克西米努斯领导的在多瑙河地区的战斗。

### 一手来源
- Herodian, Storia dell'Impero dopo Marco Aurelio, VI.
- Historia Augusta, "The Two Maximini".（伪书）
- Notitia dignitatum, Orientis.

### 二手来源
- C.Diehl, Justinienne et la civilisation byzantine au VI siecle, vol.I, New York 1901.
- Gonzalez, Julio Rodriguez. . Madrid. 2003 （西班牙语）.
- Ritterling, Emil, Romanarmy view
- S.Runciman, La civilizacion bizantina, Madrid 1942.